# Mr.J Channel
A Mr.J Channel (hagyományos kínai: Mr.J頻道, pinjin: Mr.J Píndào, magyaros átírásban Mr.J Pintao) egy tajvani szórakoztató talkshow, melyet a mandopopénekes Jay Chou négy barátjával vezet. A talkshow első adására 2010. október 31-én került sor, az első meghívott sztárvendég Show Luo volt. A műsort szombatoként adta a CTiTV csatorna. 2011. január 1-jén Chou bejelentette, hogy a talkshowt leveszik a műsorról, mivel olyan zsúfolt a 2011-es programja, hogy nem tudja tovább folytatni a műsorvezetést.

## Fogadtatás
A talkshow első epizódját vegyesen fogadta a közönség, az AGB Nielsen jelentése szerint a hasonló témájú műsorok között a 13. helyen végzett és meglehetősen alacsony nézettségi rátát produkált. Egyes nézők „nehezen nézhetőnek” ítélték, másoknak azonban tetszett Chou „sajátos humorérzéke”. Általános kritika volt, hogy Chou a háttérbe húzódott, alig beszélt és jóformán Show Luo vette át tőle a házigazda szerepét.